# Podagrion hayati
Podagrion hayati is een vliesvleugelig insect uit de familie Torymidae. De wetenschappelijke naam is voor het eerst geldig gepubliceerd in 1994 door Narendran.